# Israel Military Industries
La Israel Military Industries Ltd. (IMI) (en hebreu: התעשייה הצבאית - תעש) és una companyia de producció d'equips per a la defensa d'Israel. Com a fabricants són reconeguts per la producció d'armes i municions d'artilleria, així com de dispositius avançats per a la tecnologia militar usats principalment per les IDF; especialment pel seu Exèrcit, així com les seves armes de mà i pistoles, els seus cartutxos som molt populars entre els tiradors i experts d'armes al món.

## Armes menors

Fabricació d'alguns canons d'armes en una de les primeres plantes de la IMI, circa 1955.

Algunes de les seves armes sens dubte es troben dins de les més populars del món, com el subfusell Uzi, pel seu caràcter compacte i per la seva alta fiabilitat. En general, les armes de la IMI tenen una de les més altes estadístiques de vendes de tots els subfusells i metralladores modernes, a tot el món.
El Galil és un fusell d'assalt molt compacte, i que juntament amb la integració d'algunes altres característiques del disseny d'altres armes de les quals deriva, li han guanyat una reputació de robustesa i fiabilitat a la fabricant hebrea. La metralladora Negev és la principal metralladora lleugera de la IMI. La pistola Jericho 941 és una pistola semiautomàtica, mentre que el Tavor és un fusell d'assalt bullpup.
En la dècada de 1980 un dissenyador nord-americà d'armes de foc, de la Magnum Research, va ser contractat per la IMI per redissenyar i fabricar una arma basada en el calibre Magnum (.44 Magnum, .357 Magnum i .50 AE) per a pistoles semiautomàtiques i automàtiques, així es dío origen a una de les pistoles semiautomàtiques més potents fins avui dia, i que molt aviat es convertiria en una de les estrelles de la signatura israeliana. El resultat va ser la pistola Desert Eagle, una poderosa arma, a causa del seu calibre i tipus de munició emprada, ja que utilitza la potent munició .50 AE, amb un poder de parada molt efectiu; i feta famosa per les pel·lícules de Hollywood, i els videojocs d'acció en primera persona.
Altres productes que han dissenyat i produït són exclusius del mercat militar d'armes i són usats per Forces militars al llarg del globus, principalment s'han fet per encàrrec per al seu ús per part de l'exèrcit israelià. La Uzi, no obstant això, encara és molt popular a tot el món amb les forces de molts països on s'utilitza encara, mentre que el Galil i Tavor tenen un gran acolliment entre les forces especials i de lluita contra el terrorisme.

## Altres productes
Els enginyers de les IMI s'han dedicat en les seves factories a manufacturar municions per a armes de foc, artilleria (tant càrregues explosives com de coets i impulsors), carros de combat i sistemes antiaeris (tant estacionaris com d'atac directe). Molts dels seus productes són compatibles amb les mesures i sistemes d'armes estàndard d'Aliança OTAN, però alguns productes de les IMI comprenen municions i armes del del bloc oriental quant a les mesures i estàndards de les seves municions. Com sigui, en el passat d'aquests països; encara no s'havien establert els estàndards STANAG per a la producció d'armes i/o municions.
Al costat d'armes de foc d'ús personal, la IMI també produeix armes d'artilleria i altres sistemes. Els objectius de la IMI eren els de proporcionar al seu Exèrcit per a molts dels seus equips actualitzacions (com els seus carros de combat, Transports de personal militar i altres blindats militars de combat). Les actualitzacions dels components i funcions inclouen el poder de foc, les capacitats de supervivència i de maniobrabilitat.
IMI al seu torn produeix un ampli rang d'equipament defensiu com els sistemes de blindatge afegit sobre vehicles, sistemes de desminado de camps afectats per mines, i equips de reconeixement i ponts. Així mateix produeix contramedidas d'ús aeri, com les llums de bengala, cimbells i sistemes de control enfront de contramedidas electròniques, sobre alguns dels quals la IMI ara ofereix dispositius en versions dels seus productes actuals per afustes navals i per a sistemes d'armes terrestres i aèries.

## Llista de productes principals
- Fusell d'assalt Galil.
- IMI Galil ACE
- Fusell d'assalt i combat urbà Tavor.
- Metralladora lleugera Negev.
- Uzi.
- Pistola Jericho 941.
- Pistola SP-21 Barak.
- Pistola Desert Eagle.
- Míssil antitancsMAPATS
- Sistema de llançadors de míssils Delilah
- Canó IMI MG251/MG253 calibre 120 mm.
- LAR-160
- Blindatges afegits:

- Blindatge BLAZER
- Blindatge explosiu
- Kit de protecció afegida pel tractor d'erugues TPK pel Caterpillar D7
- Kit de protecció afegida pel tractor d'erugues TPK pel Caterpillar D9 (buldózer L\N)
- Iron Fist active protection system - Sistema de protecció activa per a tancs.

## Entrenament en seguretat
La IMI proporciona entrenament militar als ciutadans israelians. IMI també contracta els seus serveis d'assessoria externa a països que li manifestin la seva necessitat de seguretat i entrenament militar per a les seves tropes. Els clients poden anar a les instal·lacions de la IMI a Israel; on en mesos, se'ls prepara en un entrenament de seguretat a personalitats VIP, així com es brinda capacitació en el maneig de tàctiques i visites d'aquesta classe.
S'addueix que la IMI també produeix bombes de dispersió que s'ha dit han estat usades i amb resultats fatals, després de comprovar-se que algunes d'aquestes eren de qualitat deficient i tenien seriosos defectes en les seves tècniques de manufactura; i quan per exemple es van usar en el Líban en 2006, i en el 2008 a Osetia del Sud.

## Metropolitan College of New York
IMI té un conveni d'associació amb el Metropolitan College of New York (MCNY) a Nova York. El Metropolitan College de Nova York ofereix un curs presencial de Mestratge en Administració Pública en Gestió d'Emergències i Seguretat Nacional. A més, tots els estudiants viatgen a Israel per a un curs intensiu en el marc d'un seminari sobre temes de seguretat nacional i lluita contra el terrorisme, amb funcionaris d'alt nivell i diversos experts militars encarregats de la seguretat d'Israel.